# Форт-Сент-Джеймс
Форт-Сент-Джеймс (англ. Fort St. James) — окружний муніципалітет в Канаді, у провінції Британська Колумбія, у складі регіонального округу Балклі-Нечако.

## Населення
За даними перепису 2016 року, окружний муніципалітет нараховував 1598 осіб, показавши скорочення на 5,5%, порівняно з 2011-м роком. Середня густина населення становила 68,1 осіб/км².
З офіційних мов обидвома одночасно володіли 45 жителів, тільки англійською — 1 545, а 5 — жодною з них. Усього 170 осіб вважали рідною мовою не одну з офіційних, з них 30 — одну з корінних мов.
Працездатне населення становило 74,1% усього населення, рівень безробіття — 11,1% (12,1% серед чоловіків та 9,9% серед жінок). 93,9% осіб були найманими працівниками, а 4,4% — самозайнятими.
Середній дохід на особу становив $52 051 (медіана $40 480), при цьому для чоловіків — $64 407, а для жінок $39 437 (медіани — $61 312 та $28 544 відповідно).
31,6% мешканців мали закінчену шкільну освіту, не мали закінченої шкільної освіти — 23,8%, 44,7% мали післяшкільну освіту, з яких 32,1% мали диплом бакалавра, або вищий.
| Статево-вікова структура населення | Статево-вікова структура населення | Статево-вікова структура населення | Статево-вікова структура населення | Статево-вікова структура населення |
| ---------------------------------- | ---------------------------------- | ---------------------------------- | ---------------------------------- | ---------------------------------- |
|                                    |                                    |                                    |                                    |                                    |
| Всього                             | Всього                             | 50,0%                              |                                    |                                    |
| 0 — 14 років                       | 0 — 14 років                       |                                    | 20,3%                              | 20,3%                              |
| 15 — 64 років                      | 15 — 64 років                      |                                    | 66,9%                              | 66,9%                              |
| 65 і більше                        | 65 і більше                        |                                    | 12,8%                              | 12,8%                              |
| 85 і більше                        | 85 і більше                        |                                    | 1,3%                               | 1,3%                               |
| Середній вік (років)               | Середній вік (років)               | 38,837,8                           | 38,3                               | 38,3                               |
| Медіана (років)                    | Медіана (років)                    | 39,638,5                           | 38,9                               | 38,9                               |
| — чоловіки — жінки                 |                                    |                                    |                                    |                                    |

| Походження мешканців:     | Походження мешканців:     | Походження мешканців: | Походження мешканців: | Походження мешканців: |
| ------------------------- | ------------------------- | --------------------- | --------------------- | --------------------- |
| Походження                |                           |                       | осіб                  | %                     |
| Корінні американці        | Корінні американці        |                       | 465                   | 29.43%                |
| Інше північноамериканське | Інше північноамериканське |                       | 460                   | 29.11%                |
| Європейське               | Європейське               |                       | 970                   | 61.39%                |
| британське                | британське                |                       | 665                   | 42.09%                |
| французьке                | французьке                |                       | 150                   | 9.49%                 |
| українське                | українське                |                       | 35                    | 2.22%                 |
| Латинськоамериканське     | Латинськоамериканське     |                       | 35                    | 2.22%                 |
| Азійське                  | Азійське                  |                       | 125                   | 7.91%                 |

| Зайнятість населення за галузями (за класифікацією NOC): | Зайнятість населення за галузями (за класифікацією NOC): | Зайнятість населення за галузями (за класифікацією NOC): | Зайнятість населення за галузями (за класифікацією NOC): | Зайнятість населення за галузями (за класифікацією NOC): |
| -------------------------------------------------------- | -------------------------------------------------------- | -------------------------------------------------------- | -------------------------------------------------------- | -------------------------------------------------------- |
|                                                          |                                                          |                                                          |                                                          |                                                          |
| Управління                                               | Управління                                               |                                                          | 2,8%                                                     | 2,8%                                                     |
| Бізнес, фінанси та адміністрування                       | Бізнес, фінанси та адміністрування                       |                                                          | 8,5%                                                     | 8,5%                                                     |
| Природничі та прикладні науки                            | Природничі та прикладні науки                            |                                                          | 7,9%                                                     | 7,9%                                                     |
| Охорона здоров'я                                         | Охорона здоров'я                                         |                                                          | 4%                                                       | 4%                                                       |
| Освіта, правозахист, муніципальні та урядові служби      | Освіта, правозахист, муніципальні та урядові служби      |                                                          | 16,9%                                                    | 16,9%                                                    |
| Роздрібна торгівля та послуги                            | Роздрібна торгівля та послуги                            |                                                          | 19,2%                                                    | 19,2%                                                    |
| Гуртова торгівля, транспорт та обладнання                | Гуртова торгівля, транспорт та обладнання                |                                                          | 19,8%                                                    | 19,8%                                                    |
| Природні ресурси, сільське господарство                  | Природні ресурси, сільське господарство                  |                                                          | 7,9%                                                     | 7,9%                                                     |
| Виробництво                                              | Виробництво                                              |                                                          | 11,3%                                                    | 11,3%                                                    |

## Клімат
Середня річна температура становить 3°C, середня максимальна – 19,3°C, а середня мінімальна – -17,7°C. Середня річна кількість опадів – 516 мм.
| Клімат поселення                              | Клімат поселення | Клімат поселення | Клімат поселення | Клімат поселення | Клімат поселення | Клімат поселення | Клімат поселення | Клімат поселення | Клімат поселення | Клімат поселення | Клімат поселення | Клімат поселення | Клімат поселення |
| Показник                                      | Січ.             | Лют.             | Бер.             | Квіт.            | Трав.            | Черв.            | Лип.             | Серп.            | Вер.             | Жовт.            | Лист.            | Груд.            |                  |
| Середній максимум, °C                         | −4,7             | −1,19            | 4,30             | 10,25            | 15,52            | 19,29            | 18,59            | 18,22            | 13,60            | 7,88             | 0,23             | −5,73            |                  |
| Середня температура, °C                       | −11,2            | −7,69            | −2,2             | 3,76             | 9,00             | 12,79            | 15,03            | 14,65            | 10,05            | 4,32             | −3,34            | −9,29            |                  |
| Середній мінімум, °C                          | −17,7            | −14,2            | −8,71            | −2,75            | 2,49             | 6,28             | 11,47            | 11,10            | 6,50             | 0,76             | −6,89            | −12,85           |                  |
| Норма опадів, мм                              | 50               | 31               | 29               | 23               | 37               | 56               | 55               | 47               | 44               | 49               | 47               | 48               |                  |
| Середньомісячна швидкість вітру, м/с          | 1.50             | 1.60             | 1.80             | 2.00             | 2.00             | 2.00             | 1.90             | 1.70             | 1.70             | 1.80             | 1.80             | 1.60             |                  |
| Середньомісячна сонячна радіація, кДж/м²·день | 2295             | 4942             | 9954             | 15112            | 18935            | 20545            | 20107            | 16933            | 11255            | 5850             | 2679             | 1619             |                  |
| --------------------------------------------- | ---------------- | ---------------- | ---------------- | ---------------- | ---------------- | ---------------- | ---------------- | ---------------- | ---------------- | ---------------- | ---------------- | ---------------- | ---------------- |
| Джерело:                                      |                  |                  |                  |                  |                  |                  |                  |                  |                  |                  |                  |                  |                  |